# Lista przedsiębiorstw Yale CELI

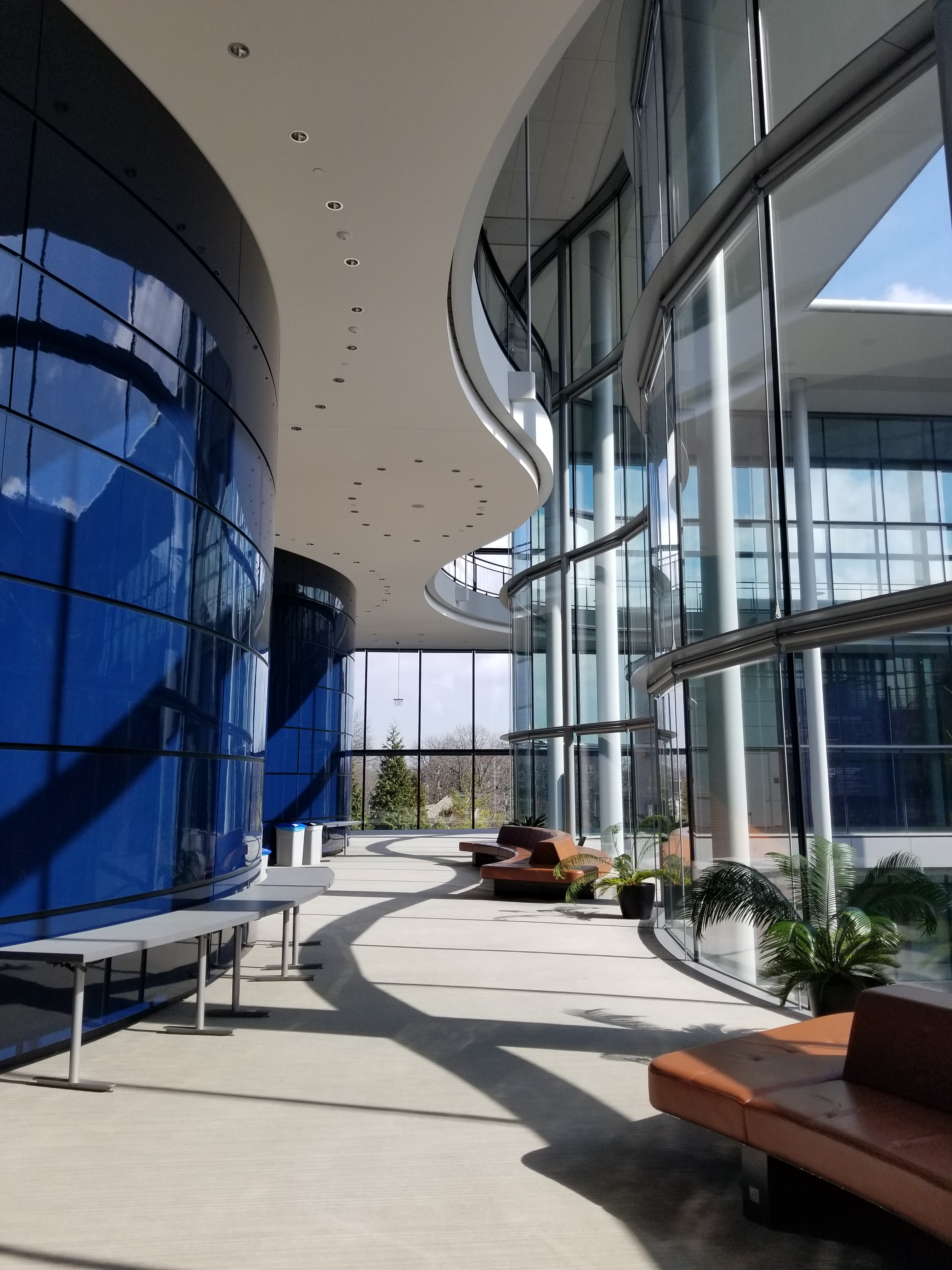
Evans Hall, Szkoła Zarządzania Yale, 2020

Lista przedsiębiorstw Yale CELI – w Polsce nazywana potocznie „lista wstydu” – wyczerpująca, stale aktualizowana lista 1000 plus przedsiębiorstw z całego świata wraz z ich ocenami od A do F oceniające ich poziom wycofania się lub zaangażowania pośredniego lub bezpośredniego w finansowanie wojny Rosji z Ukrainą po stronie rosyjskiej. Pierwotnie była to prosta lista pokazująca firmy, które się wycofały lub pozostały. Lista firm składa się obecnie z pięciu kategorii - ocenianych w szkolnej skali ocen literowych A-F dla kompletności wycofania.
Lista jest zarządzana przez Yale Chief Executive Leadership Institute (CELI), którego liderami są dyrektor ds. badań CELI Steven Tian oraz starszy prodziekan w Yale School of Management, profesor i prezes CELI Jeffrey Sonnenfeld.
Od czasu powstania listy w dniu rozpoczęcia inwazji wycofało się ponad 1000 firm z całego świata. Na liście na stan 04.04.2023 znajdują się 243 firmy prowadzące bez ograniczeń działalność w Rosji — ocena F.  Na liście są 23 firmy z Polski. 